# Bürgeralpe
Die Bürgeralpe ist ein 1270 m ü. A. hoher Berg in den Türnitzer Alpen bei Mariazell in der Steiermark. Am östlichen Fuß der Bürgeralpe liegt das Tal der Walster.

## Aussichtswarte
Auf dem Berg wurde bereits im 19. Jahrhundert eine erste Aussichtswarte errichtet. Der hölzerne Aussichtsturm aus dem 19. Jahrhundert wurde 1908 durch eine neue Warte ersetzt. Sie wurde aus Stampfbeton errichtet und weist eine Höhe von 21 Meter auf. Die Warte trägt seit 1959 ihren Namen nach Erzherzog Johann. Der ursprüngliche Name der gemauerten Warte war Franz Karl-Warte. Die Erzherzog-Johann-Warte befindet sich im Besitz der Mariazeller Schwebebahnen. Anlässlich des Papstbesuches von Benedikt XVI. im September 2007 wurde der Turm generalsaniert.

## Touristische Erschließung
Am 5. Februar 1928 wurde die Seilschwebebahn auf die Bürgeralpe eröffnet, die zu jener Zeit siebente Österreichs. Sowohl die Tal- als auch die Bergstation wurden vom Architekten Rudolf Frass, einem Otto-Wagner-Schüler, errichtet. Die Talstation befindet sich direkt in Mariazell.
In der Nachkriegszeit wurde begonnen, die ersten Schilifte zu bauen. Mittlerweile finden Europacuprennen statt. Viele Gäste kommen zum Rodeln, das von der Bergstation bis in die Stadt möglich ist.
Auf dem Berg wurde ein Erlebnispark Erlebniswelt Holzknechtland mit einer Größe von ungefähr zwei Hektar errichtet. Hier soll ein Einblick über die Forstwirtschaft vergangener Zeiten gegeben werden. Ein kleiner künstlich angelegter Bergsee, der sich auf dem Plateau befindet und im Winter für die Beschneiung verwendet wird, ist in den Erlebnispark eingebunden.
Die Veranstaltungsreihe Mariazeller Bergwelle präsentiert auf der Seebühne Openairkonzerte.
Jährlich kommen etwa 200.000 Besucher auf die Bürgeralpe. 
Im Jahr 2018 lief die Konzession der alten Seilbahn aus und so wurde 2019 eine 8er Gondelbahn der Firma Doppelmayr errichtet.
Im Mai 2025 mussten die Betreiberunternehmen der Mariazeller Bürgeralpe, die Mariazeller Bürgeralpe Seilbahnbetriebsgesellschaft m.b.H sowie die Mariazeller Schwebebahnen Gesellschaft m.b.H.,  Insolvenz anmelden.

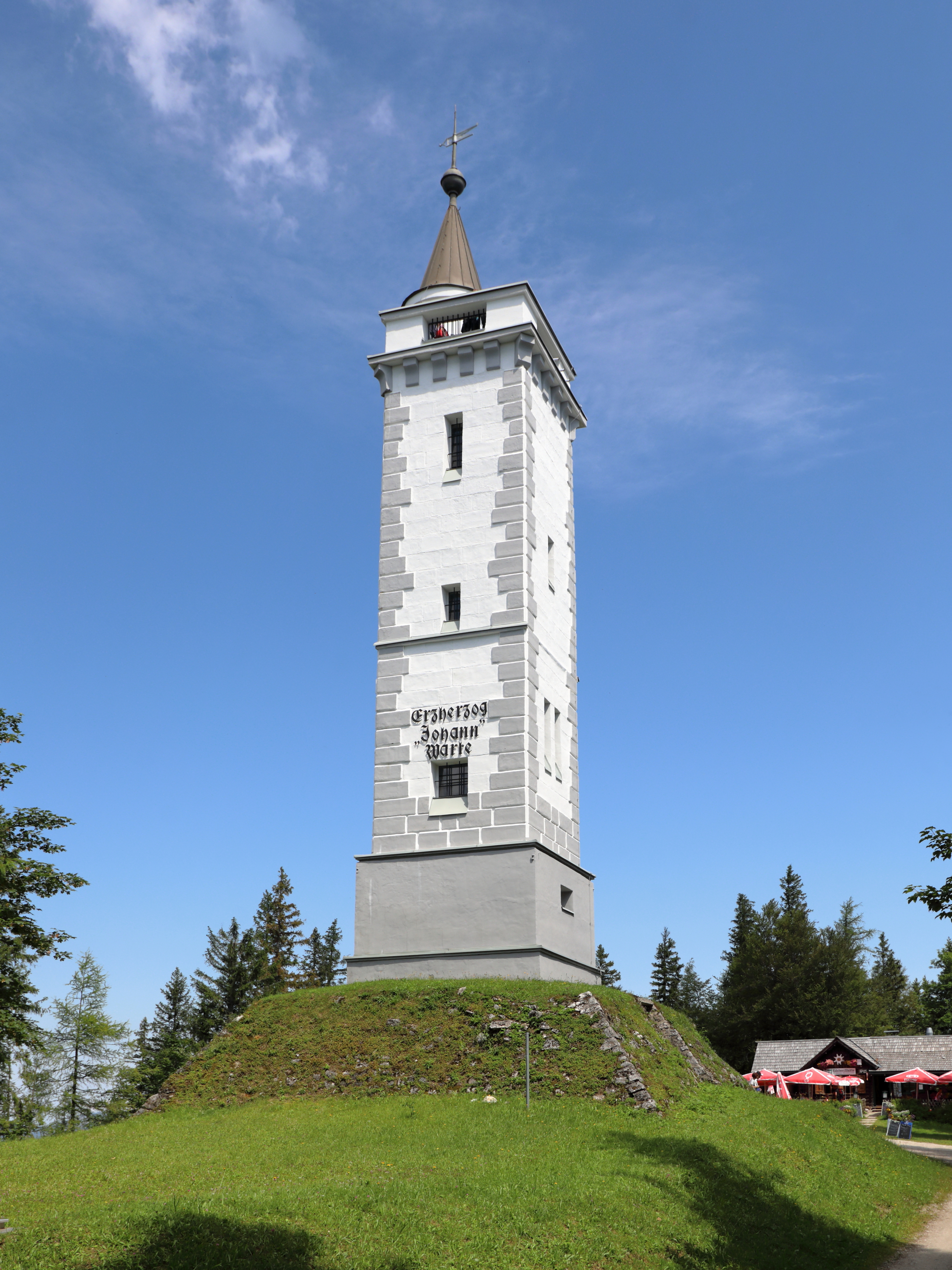
Erzherzog Johann Warte
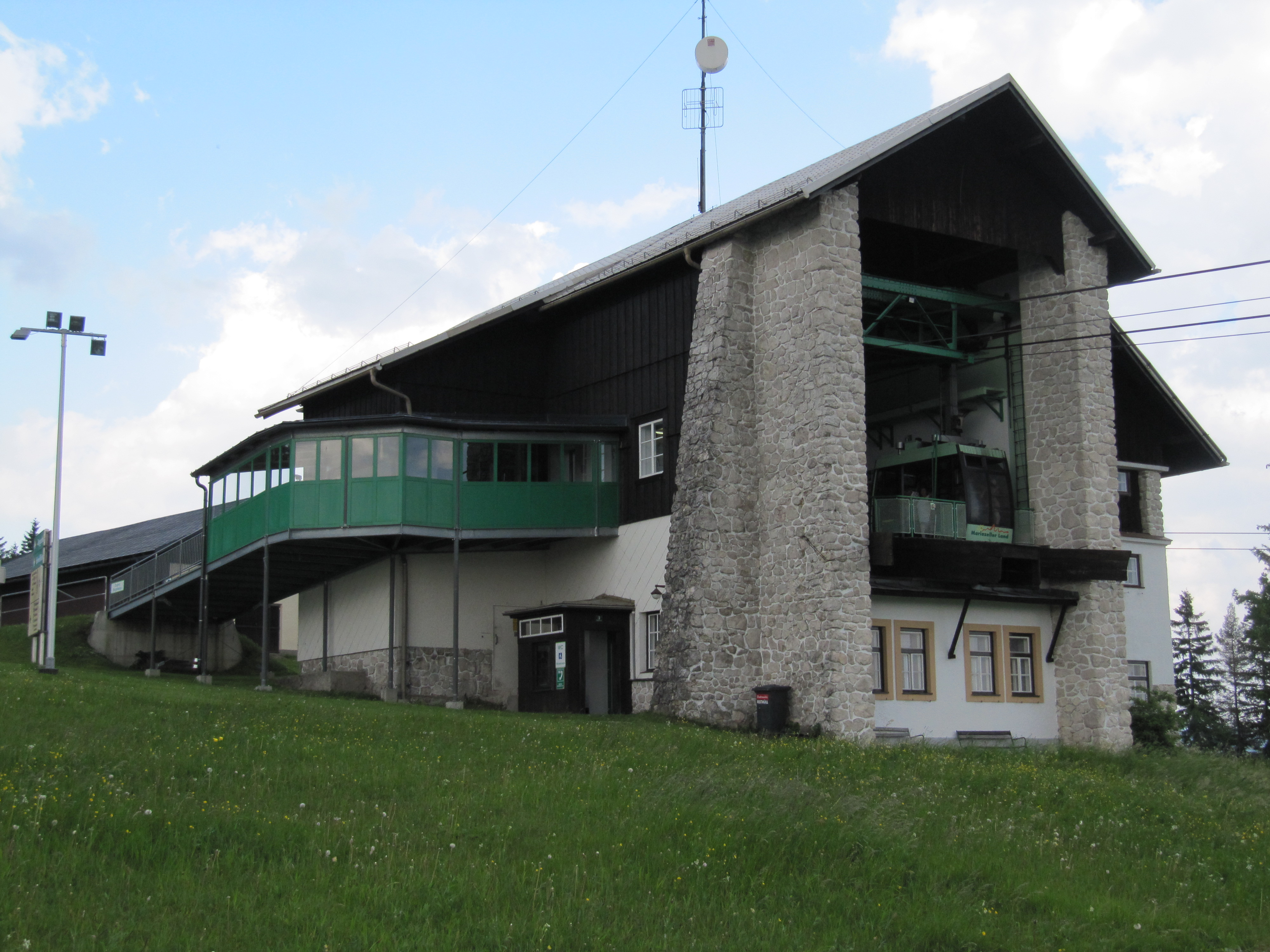
Bergstation der Seilbahn auf die Bürgeralpe
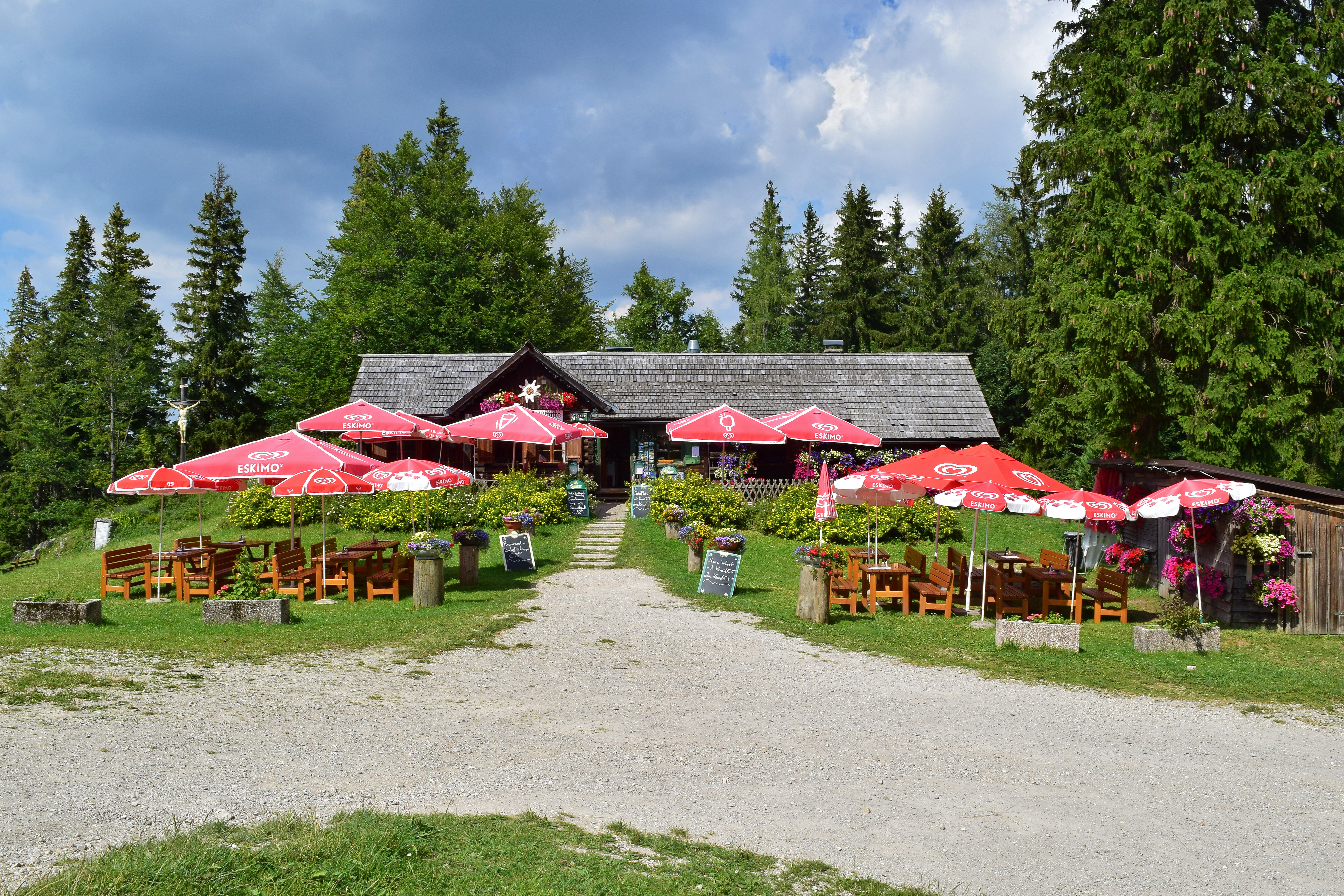
Die Edelweißhütte befindet sich neben der Erzherzog-Johann-Warte
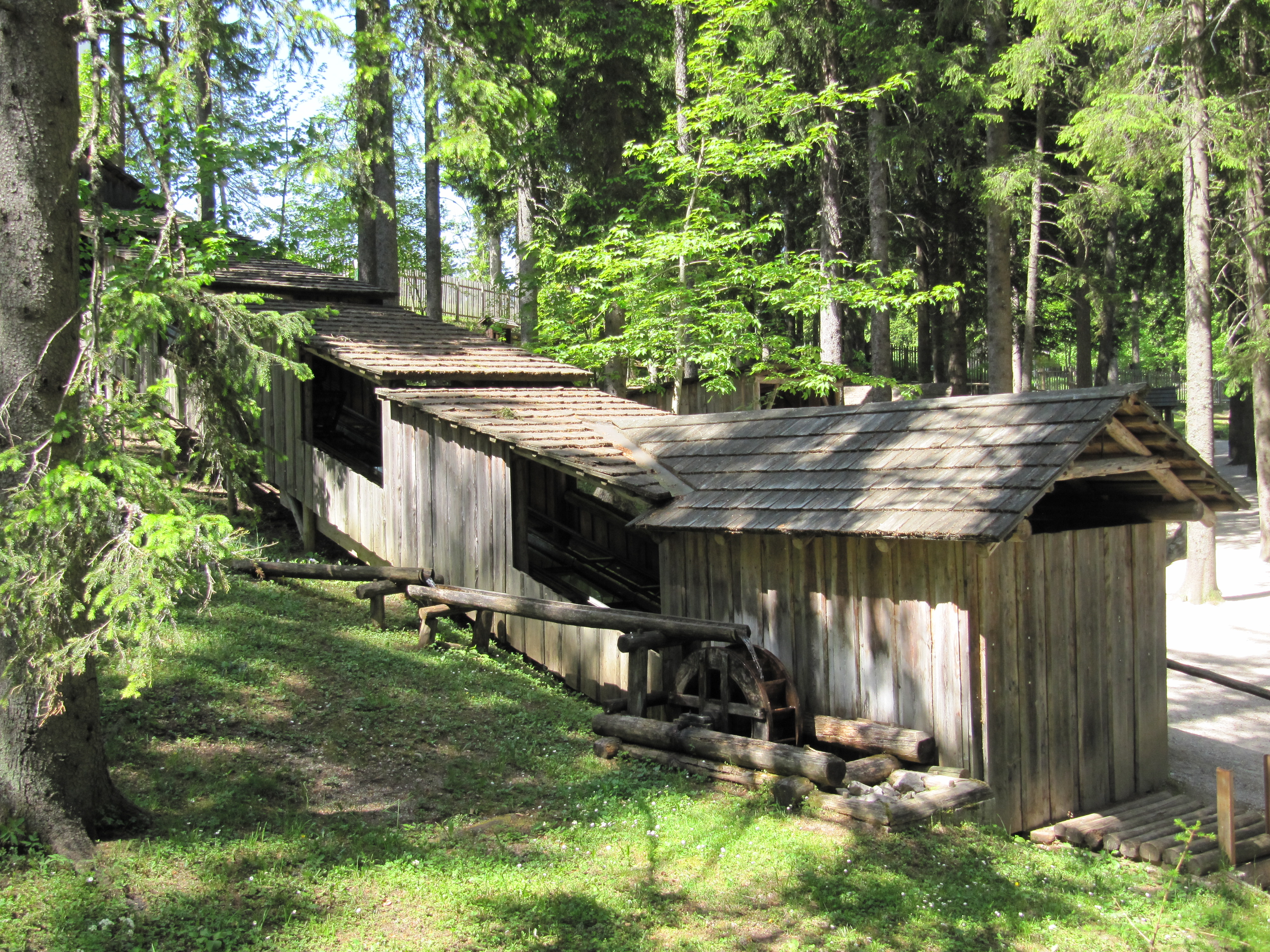
Holzaufzug im Erlebnispark „Holzknechtland“
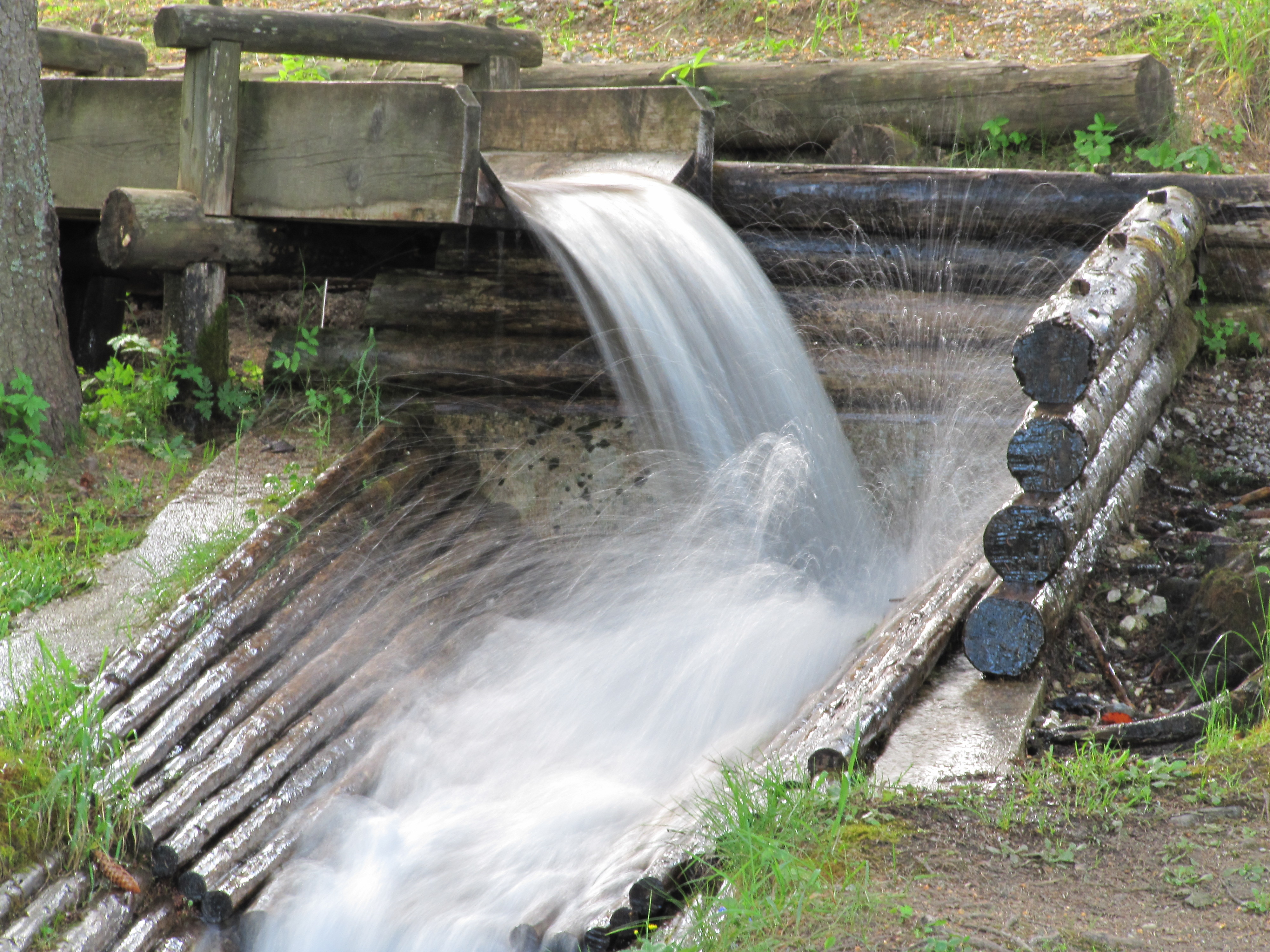
Triftkanal im Holzknechtland